# Ljustorps, Sköns, Indals och Selångers domsagas valkrets
Ljustorps, Sköns, Indals och Selångers domsagas valkrets var i riksdagsvalen till andra kammaren 1866–1878 en egen valkrets med ett mandat. Valkretsen avskaffades inför riksdagsvalet 1881, där huvuddelen av valkretsen fördes till Medelpads östra domsagas valkrets och en mindre del till Medelpads västra domsagas valkrets.

## Riksdagsmän
- Per Ulrik Ljuslin, lmp (1867–1869)
- Per Tjernlund (1870–1872)
- Petter Näsman, lmp (1873–1878)
- Johan Boström (1879–1881)